# Посольство России в Чехии
Посольство России в Чехии  — официальное дипломатическое представительство Российской Федерации в Чешской Республике,расположено в пражском районе Бубенеч на улице Украинских Героев 36 ( чеш. Ukrajinských hrdinů; до 2022 года чеш. Korunovační 36). 
Чрезвычайный и полномочный посол Российской Федерации в Чехии — Александр Владимирович Змеевский.

## Здание посольства
Здание особняка было построено в 1927—1930 годах как одна из резиденций чешского предпринимателя Печека по проекту французского архитектора Терио в стиле неоэклектизма. Владелец имел еврейские корни и поэтому спустя несколько лет покинул Чехословакию перед опасностью оккупации Чехословакии фашистской Германией и последующей расправы над чехословацкими евреями. После войны, в знак благодарности чешского народа за освобождение страны от фашизма, данная территория и здание были переданы советским властям, а другой особняк Печека — США, в настоящее время используемый как резиденция посла США в Чехии.
Особняк и прилегающая территория находятся на границе парка Стромовка, бывших королевских охотничьих угодий, а ныне — крупнейшего парка в Праге. Здание было построено под влиянием французской архитектуры XVII—XVIII веков, что подчеркнуто в совмещении особняка с ландшафтом. Характерным мотивом стало вынесение боковых ризалитов на стык главного корпуса и флигелей, а также во французском стиле решены и мотивы ризалитов. При строительстве использовались многие материалы, элементы внутренней отделки и бронзовая фурнитура из Франции.

## Другие представительства России в Чехии
Генеральные консульства России находились в Брно и Карловых Варах, но прекратили свою работу 24 февраля 2022 года с началом вторжения России в Украину.

## Интересные факты
- С 2010 года внучка Печека пытается вернуть здание и земельный участок в рамках реституции.[4] Согласно чешским законам возможен возврат прежним владельцам национализированного в 1940-х годах имущества.
- В феврале 2020 года площадь на которой находится посольство РФ была переименована в площадь Бориса Немцова. Позднее 18 апреля 2020 года посольство сменило свой юридический адрес.